# Japanische Spitzmulle
Die Japanischen Spitzmulle (Urotrichini) sind eine Gattungsgruppe aus der Familie der Maulwürfe (Talpidae). Sie stellen zwei Arten, die in Japan endemisch verbreitet sind. Es handelt sich um kleine Vertreter der Maulwürfe, die äußerlich mit ihrer langen Schnauze und dem langen Schwanz eher an Spitzmäuse erinnern. Die Gliedmaßen sind deutlich schlank gestaltet und eignen sich weniger gut zum Graben. Dementsprechend verbringen die Tiere einen Teil ihrer aktiven Zeit an der Erdoberfläche. Dennoch graben sie teilweise oberflächennahe Tunnel und Gänge. Die Nahrung setzt sich aus Insekten und Regenwürmern zusammen. Die Fortpflanzung erfolgt überwiegend im Frühjahr. Häufig nutzen die Tiere Laub- und Nadelwälder sowie teils offene Landschaften in Tief- und höheren Gebirgslagen. Die Tribus der Japanischen Spitzmulle erhielt im Jahr 1883 ihre wissenschaftliche Definition, bestand aber damals noch aus weiteren Mitgliedern. Erst im Verlauf des 20. Jahrhunderts wurde sie auf die beiden japanischen Arten reduziert. Teilweise gliederte man sie auch in die Neuweltmaulwürfe mit ein. Genetische Analysen zeigten jedoch auf, dass es sich bei den Japanischen Spitzmullen um eine eigenständige Gruppe handelt, die mit anderen Spitzmullen Ostasiens und Nordamerikas näher verwandt ist. Die Fossilgeschichte der Japanischen Spitzmulle ist recht umfangreich und reicht mit mehreren ausgestorbenen Formen bis in den Übergang vom Eozän zum Oligozän vor rund 34 Millionen Jahren zurück. Der Großteil des Fundmaterials stammt aus Europa und den angrenzenden Gebieten Asiens. Erst im Mittelpleistozän lassen sich die heutigen Arten in Japan fassen.

## Merkmale

### Habitus

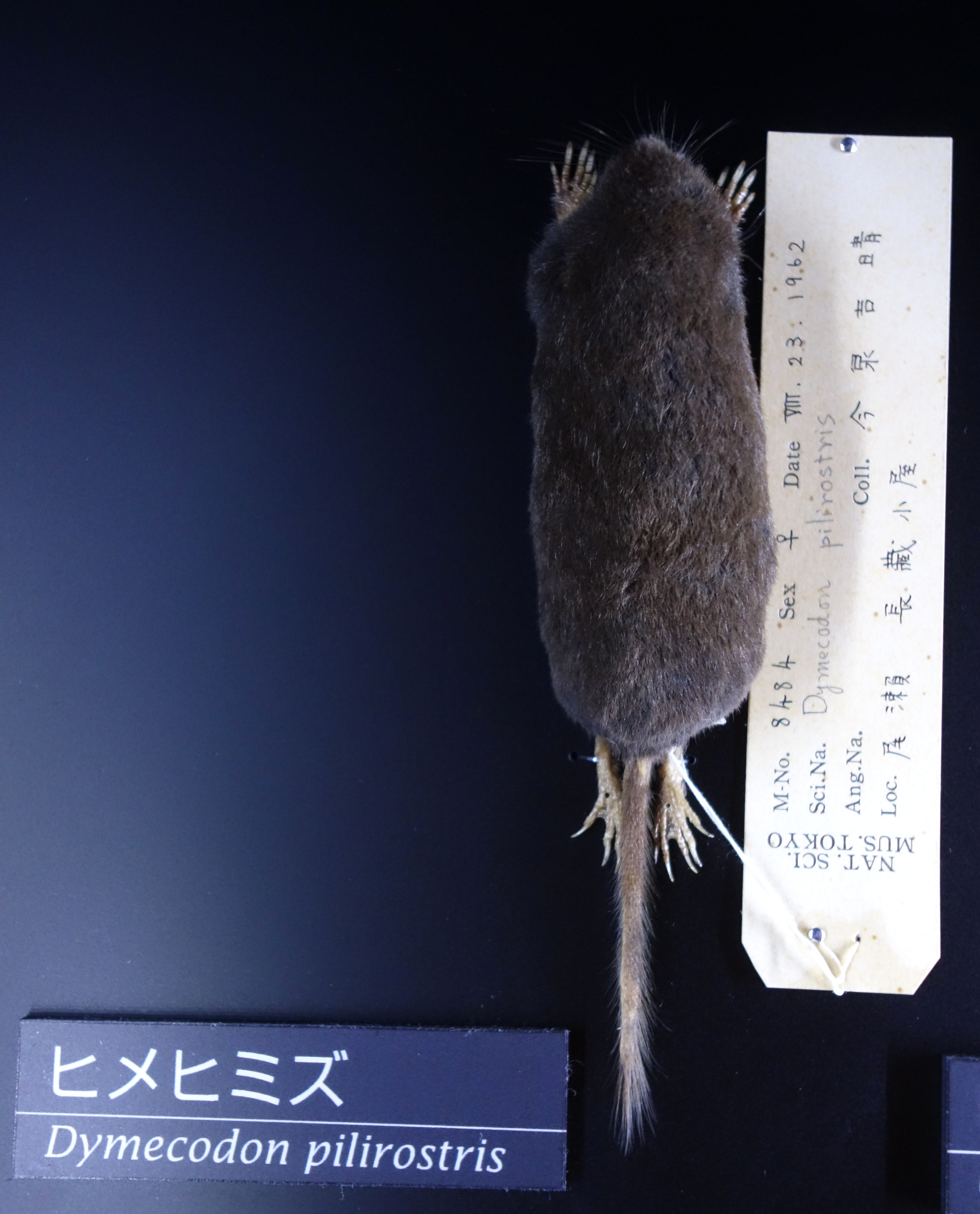
True-Spitzmull (Dymecodon pilirostris)

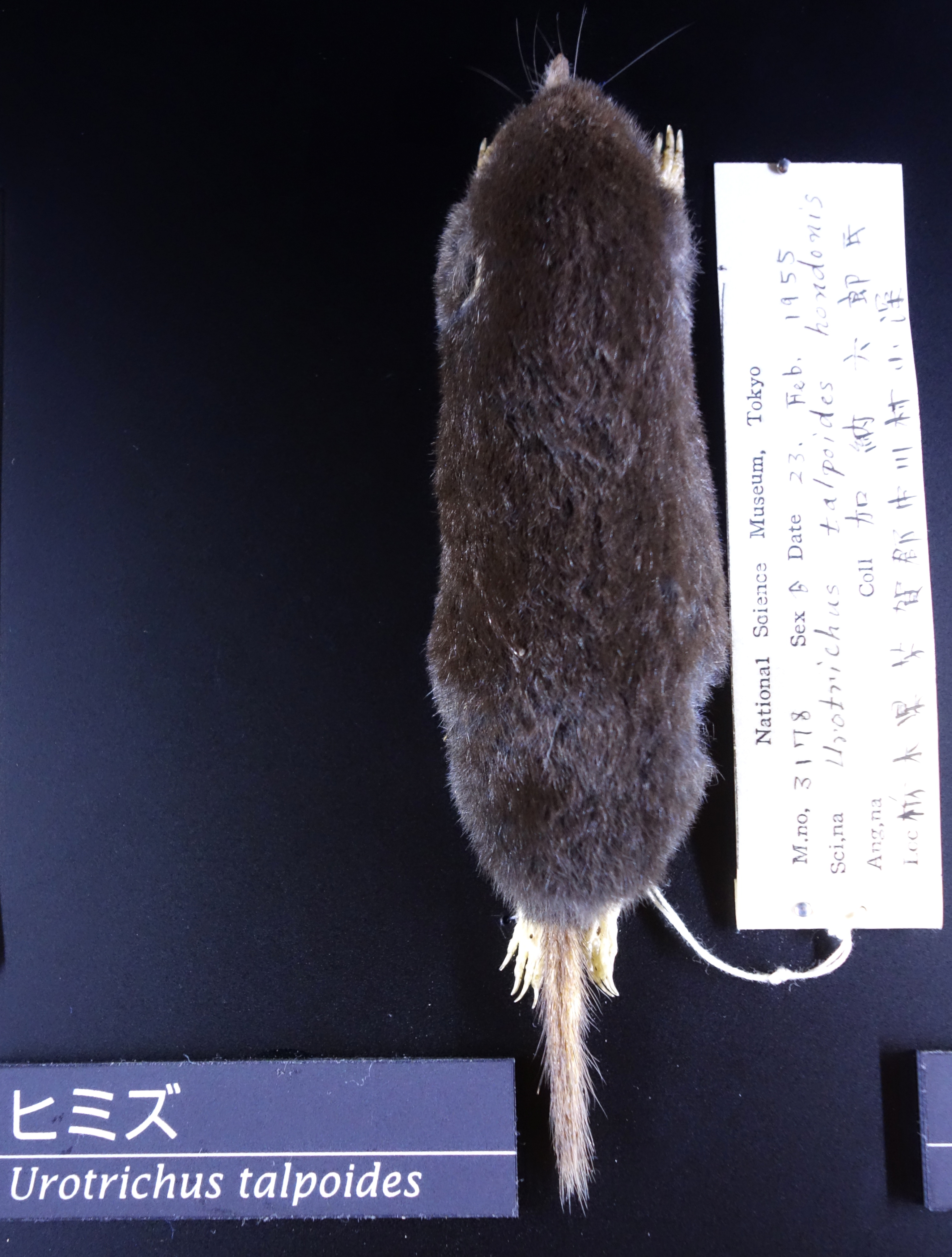
Japanischer Spitzmull (Urotrichus talpoides)

Die Japanischen Spitzmulle repräsentieren kleine Vertreter der Maulwürfe. Ihre Kopf-Rumpf-Länge reicht von 7,0 bis 8,4 cm beim True-Spitzmull (Dymecodon pilirostris) bis zu 8,9 bis 10,4 cm beim Japanischen Spitzmull (Urotrichus talpoides). Der Schwanz wird 2,7 bis 4,4 cm lang. Er nimmt bei ersterer Form 43 bis 60 % der Länge des restlichen Körpers ein und ist dadurch verhältnismäßig länger als bei letzterer, bei der der Schwanz nur 34 bis 39 % ausmacht. Das Gewicht variiert insgesamt zwischen 8 und 28,5 g. Im Körperbau weisen die Japanischen Spitzmulle Ähnlichkeiten mit dem der Spitzmäuse auf. Sie heben sich dadurch von den grabenden Maulwürfen durch eine verlängerte Schnauze und den vergleichsweise langen und zudem dicken Schwanz hervor. Die Vorder- und Hinterfüße sind schmal, die vorderen haben nur kleine, wenig gebogene Grabkrallen. Die Gliedmaßen sind relativ lang und können abweichend von den grabenden Maulwürfen unter den Körper gestellt werden. Übereinstimmend mit den anderen Maulwürfen sind die Augen sehr klein, während die Ohren im Fell verborgen bleiben. Das Fell selbst ist dicht, allerdings weniger samtartig als das anderer Maulwurfsarten. Es kann eine grauschwarze, schwärzlich braune bis hin zu einer kastanienbraunen Farbgebung aufweisen. Lange Leithaare machen rund 1 bis 1,3 % des Fells auf und treten dadurch häufiger auf als bei den Eigentlichen Maulwürfen (Talpini).

### Schädel- und Gebissmerkmale
Der Schädel der Japanischen Spitzmulle ist wie bei den anderen Maulwürfen auch konisch gestaltet mit einem relativ breiten Hirnschädel und einem spitz zulaufenden Rostrum. Der Bereich an der Orbita zeigt sich zumeist mehr oder weniger deutlich eingeschnürt. Allgemein ist der Schädel leicht gebaut. Am Mittelohr treten keine Spezialisierungen in Form vergrößerter Gehörknöchelchen auf. Höchstwahrscheinlich steht dies mit einer Wahrnehmung von Tönen im höheren Frequenzbereich in Verbindung.
| Gattung      | Zahnformel                                                                                 | Zahnanzahl |
| ------------ | ------------------------------------------------------------------------------------------ | ---------- |
| Dymecodon    | {\displaystyle {\frac {3.1.3.3}{2.1.3.3}}} oder {\displaystyle {\frac {2.1.4.3}{1.1.4.3}}} | 38         |
| Urotrichus   | {\displaystyle {\frac {3.1.3.3}{2.1.2.3}}} oder {\displaystyle {\frac {2.1.4.3}{1.1.3.3}}} | 36         |
|              |                                                                                            |            |
| Neurotrichus | {\displaystyle {\frac {3.1.2.3}{3.1.2.3}}}                                                 | 36         |
| Scaptonyx    | {\displaystyle {\frac {3.1.4.3}{2.1.4.3}}}                                                 | 42         |

Das Gebiss der Japanischen Maulwürfe ist stärker reduziert als im Vergleich zu den Eigentlichen Maulwürfen (Talpini) oder einigen Formen der Neuweltmaulwürfe (Scalopini). Es besteht beim True-Spitzmull aus 38, beim Japanischen Spitzmull aus 36 Zähnen. Gegenüber ersterer Art hat sich bei letzterer ein weiterer Zahn im Unterkiefer zurückgebildet. In der oberen Zahnreihe ist der erste Schneidezahn sehr groß ausgebildet, dem dann mehrere kleinere einspitzige Zähne folgen. Ähnliches kann zur unteren Zahnreihe gesagt werden. Die Molaren weisen mehrere spitze Haupthöcker auf. Bei denen des Oberkiefers sind sie dilambdodont (W-förmig) angeordnet. Bezüglich der genauen numerischen Position der einzelnen einspitzigen Zähne besteht eine Unsicherheit, so dass zwei verschiedenen Zahnformeln angeführt werden. Die Unterschiede resultieren aus der Diskussion, welcher der einspitzigen Zähne reduziert wurde. Unter Berücksichtigung der Tatsache, dass der Mittelkieferknochen der Säugetiere alleinig die Schneidezähne trägt, befindet sich die Sutur zwischen diesem und dem Oberkiefer zwischen dem fünften und sechsten Zahn vor dem vordersten Molaren, ausgehend von jeweils sieben „Vor-Molaren-Zähnen“ beim True-Spitzmull und beim Japanischen Spitzmull. Demnach wäre der fünfte „Vor-Molaren-Zahn“ der Eckzahn und es verbleiben zwei obere Schneidezähne (sechster und siebenter „Vor-Molaren-Zahn“) im Mittelkieferknochen. In dieser Ansicht bestehen im Oberkiefer vier Prämolaren zwischen dem Eckzahn und dem ersten Molar, während höchstwahrscheinlich der dritte Schneidezahn, also der dritte von vorn gezählte Zahn, verlustig ging. Andere Autoren sehen jedoch einen der Prämolaren als nicht erneut ausgebildet an, vermutet wird der zweite oder dritte, so dass das obere Dauergebiss drei Schneidezähne und drei Prämolaren aufweisen sollte. Für die untere Zahnreihe ergäbe sich dann die numerische Position aus der Lage der einzelnen Zähne zu den jeweiligen Entsprechungen in der oberen Zahnreihe, wobei nach übereinstimmender Meinung der vorderste Schneidezahn generell fehlt. Neben der unterschiedlichen Zahnanzahl beim Japanischen Spitzmull und beim True-Spitzmull lassen sich auch noch Abweichungen in der Höhe der Zahnkronen der Mahlzähne aufzeigen. Bei ersterem sind sie hochkronig (hypsodont), bei letzterem niederkronig (brachyodont). Allen Japanischen Spitzmullen ist abweichend von den Eigentlichen Maulwürfen und übereinstimmend mit den Neuweltmaulwürfen ein Zahnwechsel vom Milch- zum Dauergebiss zu eigen.

### Skelettmerkmale
Im postcranialen Skelettbau, vor allem der Vordergliedmaßen, bestehen teils deutliche Unterschiede zwischen den Japanischen Spitzmullen und den Vertretern der grabenden Maulwürfe, was auf eine geringere Grabbefähigung ersterer hinweist. Das Schlüsselbein ist ähnlich wie beim Amerikanischen Spitzmull und beim Langschwanzmnaulwurf nicht so stark gestaucht wie im Vergleich zu den Eigentlichen Maulwürfen und den Neuweltmaulwürfen. Das Schulterblatt weist im Unterschied zu den beiden letztgenannten und übereinstimmend mit ersteren beiden noch ein Metacromion auf, ein Fortsatz, der am Acromion ansetzt und einen Teil des Musculus trapezius aufnimmt. Zusätzlich ist der Oberarmknochen schlanker und die Knochen des Unterarms (Elle und Speiche) sind länger als bei den grabenden Maulwürfen. Typischerweise ist bei den Japanischen Spitzmullen der Präpollex („Vordaumen“), auch Os falciforme genannt, sehr klein. Bei den grabenden Maulwürfen verbreitert er durch seine enorme Größe seitlich die Handfläche.

### Genetische Merkmale
| Gattung      | Chromosomensatz | Fundamentale Anzahl | X-Chromosom   | Y-Chromosom   |
| ------------ | --------------- | ------------------- | ------------- | ------------- |
| Dymecodon    | 2n = 34         | FNa = 62            | metazentrisch | fleckenförmig |
| Urotrichus   | 2n = 34         | FNa = 64            | metazentrisch | fleckenförmig |
|              |                 |                     |               |               |
| Neurotrichus | 2n = 38         | FNa = 72            | metazentrisch | fleckenförmig |
| Scaptonyx    | 2n = 34         | FNa = 64            | metazentrisch | fleckenförmig |

Sowohl der Japanische Spitzmull als auch der True-Spitzmull verfügen über einen diploiden Chromosomensatz von 2n = 34. Die Anzahl der Arme der Autosomenpaare beträgt bei ersterer Art 64, bei letzterer 62. Insgesamt zeigt sich der Chromosomensatz beider Vertreter sehr homogen aufgebaut. Das erweist sich unter anderem durch ein sehr großes, metazentrisches Chromosom 1 und ein Chromosom 5 mit zusätzlicher Einschnürung, das X-Chromosom ist jeweils metazentrisch, das Y-Chromosom fleckenförmig. Unterschiede bestehen unter anderem im Chromosom 15, das einerseits acrozentrisch wie beim True-Spitzmull oder subtelozentrisch wie beim Japanischen Spitzmull sein kann. Vergleichbar zu den Japanischen Spitzmullen ist der Chromosomensatz der auf dem ostasiatischen Festland vorkommenden Langschwanzmaulwürfe (Scaptomyx) als enge Verwandte, deren Chromosom 15 allerdings eine metazentrische Form besitzt. Generell zeichnen sich die Maulwürfe durch einen sehr konservativen Bau des Chromosomensatzes aus. Die ursprüngliche Version wird ebenfalls mit 2n = 34 angenommen. Dieser war wohl auch den gemeinsamen Vorfahren der Japanischen Spitzmulle zu eigen, in Nachfolgenden kam es dann nur zu einzelnen Veränderungen. Innerhalb des Japanischen Spitzmulls ist eine Besonderheit am Chromosom 14 zu verzeichnen, da sich hier zwei cytogentische Gruppen abzeichnen: eine westliche Form mit einem subtelozentrischen Chromosom 14 und eine östliche mit einem metazentrischen. Beim True-Spitzmull ist das entsprechende Chromosom subtelozentrisch.

## Verbreitung und Lebensraum
Die Japanischen Spitzmulle sind endemisch in Japan verbreitet. Beide Arten bewohnen die südlichen drei Hauptinseln Honshū, Shikoku und Kyūshū, der Japanische Spitzmull kommt zusätzlich auf einigen vorgelagerten Inseln vor. Sie treten sowohl sympatrisch als auch parapatrisch auf. Der Japanische Spitzmull bevorzugt vor allem tiefere Lagen mit Laubwäldern, der True-Spitzmull ist hingegen häufig in höheren Gebirgsregionen und in Nadelwäldern anzutreffen. Dadurch ist sein Vorkommen deutlich fleckenhafter als das des Japanischen Spitzmulls. Darüber hinaus werden auch Buschlandschaften und offene Grasgebiete besiedelt, gelegentlich auch Bereiche mit steinigerem Untergrund.

## Lebensweise
Die Lebensweise der Japanischen Spitzmulle ist nur punktuell gut untersucht. Ihr Körperbau eignet sich weniger gut für eine grabende Lebensweise. Die Tiere finden sich daher öfter an der Oberfläche als andere Maulwurfsarten. Dennoch legen sie Pfade an, die nur gering in den Untergrund eingetieft sind oder dichte verrottenden Laubfalllagen am Erdboden queren. Die Tunnel und Pfade dienen vornehmlich der Suche nach Nahrung. Diese besteht vorwiegend aus Wirbellosen, teilweise aber auch aus pflanzlichem Material. Einen großen Anteil machen Insekten und Regenwürmer aus, darüber hinaus bereichern Spinnen, Hundertfüßer und andere den Speiseplan. Beim Japanischen Spitzmull ist bekannt, dass er über variierende Jagdmethoden verfügt, die an die jeweiligen Bedingungen der Erdoberfläche beziehungsweise der unterirdischen Gänge angepasst sind. Über die Fortpflanzung ist nur wenig bekannt. Die Paarung findet im Frühjahr statt, beim Japanischen Spitzmull kann auch eine herbstliche Phase auftreten. Zu Beginn der Fortpflanzungszeit schwellen die Hoden der Männchen an. Die Weibchen tragen bis zu sechs Embryonen aus. Die Dauer der Trächtigkeit ist unbekannt, wird aber auf rund vier Wochen geschätzt. Ebenso lange währt wohl auch die Saugphase. Das Höchstalter der Tiere beträgt schätzungsweise zwei bis drei Jahre. Abweichend von mehreren Arten der Eigentlichen Maulwürfe und zusätzlich vom Amerikanischen Spitzmull treten bei den Weibchen der Japanischen Spitzmulle keine Hermaphroditen auf.

## Systematik
Die Japanischen Spitzmulle sind eine Tribus aus der Familie der Maulwürfe (Talpidae) und der Ordnung der Insektenfresser (Eulipotyphla). Die Gruppe vereint nur wenig an eine grabende Lebensweise angepasste Maulwürfe, deren beide heute bekannten Vertreter in Japan verbreitet sind. Ihr Skelettbau ist dadurch noch nicht so stark überprägt, außerdem bestehen durch den äußerlich eher an Spitzmäuse erinnernden Körperbau phänotypisch größere Unterschiede zu den grabenden Angehörigen der Maulwürfe wie den Eigentlichen Maulwürfen (Talpini) und den Neuweltmaulwürfen (Scalopini). Innerhalb der Familie stellen der Amerikanische Spitzmull (Neurotrichini) und die Langschwanzmaulwürfe (Scaptonychini) die nächsten Verwandten dar, die eine ähnliche Lebensweise wie die Japanischen Spitzmulle verfolgen. Die drei Gruppen formen eine monophyletische Einheit. Einige Systematiken gliedern die beiden letztgenannten teilweise auch in die Urotrichini mit ein. Unterschiede zwischen den Urotrichini, den Neurotrichini und den Scaptonychini finden sich jedoch vor allem im Gebissaufbau. Gemäß molekulargenetischen Untersuchungen erfolgte die Trennung der drei Gruppen von den anderen Linien der Maulwürfe bereits im Oberen Eozän vor rund 37 Millionen Jahren. Eine stärkere Aufspaltung der verschiedenen Spitzmulle setzte im Zeitraum von vor 30 bis 27 Millionen Jahren im Oligozän ein. Die gemeinsame Einheit der Spitzmull-Vertreter steht einer Klade gegenüber, die sich aus den Eigentlichen Maulwürfen, den Desmanen (Desmanini) und dem Sternmull (Condylurini) zusammensetzt. Übergeordnet gehören alle genannten Maulwurfslinien der Unterfamilie der Altweltmaulwürfe (Talpinae) an, die zusätzlich noch die Neuweltmaulwürfe beinhalten. Die Altweltmaulwürfe umfassen sowohl unterirdisch lebende als auch an eine semi-aquatische Lebensweise angepasste Tiere aus Eurasien und aus Nordamerika. Ihre Schwestergruppe bilden die Spitzmausmaulwürfe (Uropsilinae) des östlichen Asiens.
In der Regel werden zwei rezente Arten verteilt auf ebenso viele Gattungen unterschieden. Dadurch setzt sich die Tribus der Japanischen Spitzmulle folgendermaßen zusammen:
- Tribus: Japanische Spitzmulle (Urotrichini Dobson, 1883)

- True-Spitzmull (Dymecodon True, 1886); höhere Gebirgslagen auf den Inseln Honshū, Shikoku und Kyūshū
- Japanischer Spitzmull (Urotrichus Temminck, 1841); Tiefländer auf den Inseln Honshū, Shikoku und Kyūshū

Der True-Spitzmull gilt aufgrund einiger anatomischer Besonderheiten gegenüber dem Japanischen Spitzmull, zu nennen wären die höhere Zahnanzahl und die niederkronigen hinteren Zähne, als die stammesgeschichtlich ältere Form. Abweichend von der hier vorgestellten Gliederung der Japanischen Spitzmulle vereint der achte Band des Standardwerkes Handbook of the Mammals of the World aus dem Jahr 2018 unter den Urotrichini zusätzlich noch die Langschwanzmaulwürfe und den Amerikanischen Spitzmull. Hierbei werden mit den Urotrichina und den Scaptonychina zwei Untertriben ausgehalten, von denen erstere die Langschwanzmaulwürfe, letztere neben den eigentlichen Japanischen Spitzmullen auch den Amerikanischen Spitzmull aufnimmt.
Neben den heute noch bestehenden Formen sind auch mehrere ausgestorbene Vertreter beschrieben worden:
- Desmanodon Engesser, 1980
- Myxomygale Filhol, 1890
- Paratalpa Lavocat, 1951
- Percymygale Hugueney & Maridet, 2017
- Pseudoparatalpa Lopatin, 1999
- Tenuibrachiatum Ziegler, 2003

Der Verweis von Desmanodon zu den Japanischen Spitzmullen ist nicht ganz eindeutig, da einige Autoren dieses auch mit unsicherer Stellung innerhalb der Familie angeben. Ähnlich verhält es sich mit Desmanella, das mitunter der Tribus zugerechnet, von dem überwiegenden Teil der Wissenschaftler jedoch als den Spitzmausmaulwürfen zugehörig betrachtet wird. Für Pseudoparatalpa ist auch eine Gleichsetzung mit Paratalpa denkbar. Darüber hinaus gibt es noch weitere Formen, die aber weitgehend als synonym zu bereits bestehenden betrachtet werden müssen. Hierzu gehören unter anderem Teutonotalpa, das im Jahr 1974 von J. Howard Hutchison benannt worden war, aber identisch mit Paratalpa ist, ebenso wie Palurotrichus, zurückgehend auf Reinhard Ziegler 1985, mit Myxomygale übereinstimmt.

## Forschungsgeschichte
Als erster westlicher Forscher berichtete Coenraad Jacob Temminck über spitzmausartige Maulwürfe in Japan. Auf ihn geht auch die wissenschaftliche Erstbeschreibung des Japanischen Spitzmulls zurück, die er im Jahr 1841 veröffentlichte und in der er die Gattungsbezeichnung Urotrichus einführte. Gut 45 Jahre später benannte dann Frederick W. True den True-Spitzmull als weiteren Vertreter, setzte ihn aber mit der Gattung Dymecodon vom Japanischen Spitzmull deutlich ab. Bereits drei Jahre zuvor, im Jahr 1883, hatte George Edward Dobson eine längere Abhandlung über Maulwürfe veröffentlicht, eingebunden in ein mehrbändiges Werk zu den Insektenfressern. Hierin versuchte sich Dobson an einer Gliederung der Familie der Maulwürfe und stellte dabei mehrere Untergruppen auf. Als Unterscheidungsmerkmale zog er die variierende Gebissstruktur und weitere anatomische Charakteristika heran. Hierbei definierte Dobson eine taxonomische Einheit namens Urotrichi, welche sich durch einen schlanken Oberarmknochen, ein ebensolches Schlüsselbein sowie durch moderat breite Hände ohne ausgeprägten Präpollex („Vordaumen“) hervorhob. Innerhalb seiner Urotrichi ordnete Dobson sowohl den Japanischen Spitzmull als auch den Amerikanischen Spitzmull und die Langschwanzmaulwürfe ein. Letztere beiden sah er als näher zueinander stehend an gegenüber ersteren.
Die Eigenständigkeit der Tribus der Japanischen Spitzmulle wurde dann folgend teils angezweifelt. Oldfield Thomas verwies im Jahr 1912 die Japanischen Spitzmulle zu den Neuweltmaulwürfen als einer der von ihm angenommenen fünf Unterfamilien der Maulwürfe, hierin aber als abgetrennte Tribus der Urotrichini zu den Scalopini. Teilweise beruht die Eingliederung in die Neuweltmaulwürfe auf einem ähnlichen Gebissaufbau mit einem vergrößerten vorderen oberen Schneidezahn, was den Eigentlichen Maulwürfen fehlt. Thomas’ Gliederung wurde zum Teil von George Gaylord Simpson im Jahr 1945 in seiner generellen Taxonomie der Säugetiere adaptiert, ohne aber die tribale Aufgliederung zu übernehmen. Sie findet sich dann auch in John Reeves Ellermans und Terrence C. S. Morrison-Scotts Katalogwerk zur asiatischen Säugetierfauna aus dem Jahr 1966 wieder. Erst ein Jahr später stellte Leigh Van Valen eine neue Aufteilung der Maulwürfe vor und trennte dabei die Neuweltmaulwürfe und die Japanischen Spitzmulle wieder voneinander. Beide führte er auf tribaler Ebene innerhalb der Altweltmaulwürfe. Im gleichen Zug gliederte Van Valen die Langschwanzmaulwürfe aus den Japanischen Maulwürfen aus und kreierte für ihn die eigene Tribus der Scaptonychini. Seinen Schritt begründete er mit dem abweichenden Gebissaufbau bei den Langschwanzmaulwürfen. Eine ähnliche Argumentation zog Rainer Hutterer im Jahr 2005 heran, um im Rahmen des Werkes Mammal Species of the World den Amerikanischen Spitzmull ebenfalls aus den Japanischen Spitzmullen herauszulösen und mit ihm die Tribus der Neurotrichini zu begründen. Damit verblieben innerhalb der Japanischen Spitzmulle lediglich die beiden heutigen Arten Japans.
In der Regel wurden die heutigen Spitzmulle als relativ eng verwandt betrachtet, was Dobson schon bei seiner Aufstellung der Tribus der Urotrichini unterstrich. Bei der Herauslösung des Amerikanischen Spitzmulles aus der Tribus im Jahr 2005 gab Hutterer neben den Gebissmerkmalen noch molekulargenetische Ergebnisse als Begründung an. Diese waren zwei Jahre zuvor von Akio Shinohara und Kollegen veröffentlicht worden und zeigten keine unmittelbar nähere Beziehung der Spitzmulle zueinander an. Vielmehr standen die Japanischen Spitzmulle den Desmanen und den Eigentlichen Maulwürfen näher, der Amerikanische Spitzmull den Neuweltmaulwürfen. Die Langschwanzmaulwürfe berücksichtigte die Studie nicht. Im folgenden Jahr bezog Shinohara letzteren mit ein, im Resultat war die Verwandtschaft der Spitzmulle aber eher ambivalent. Gleichzeitig durchgeführte anatomische Untersuchungen konnten die ersten genetischen Analysen weitgehend bestätigen, so dass die Ähnlichkeit der Spitzmulle weitgehend als konvergente Entwicklung aufgefasst wurde. Eine genetische Studie aus dem Jahr 2016 hatte erstmals alle damals bekannten Gattungsvertreter der Maulwürfe zur Basis. Dadurch konnte die Zugehörigkeit der Spitzmulle zueinander bestätigt werden. Die Zuordnung in verschiedenen Triben blieb hierbei erhalten. Ein ähnliches Ergebnis legte eine anatomische Studie vor, in der neben den heutigen Vertretern auch zahlreiche fossile Formen eingebunden waren.

## Stammesgeschichte

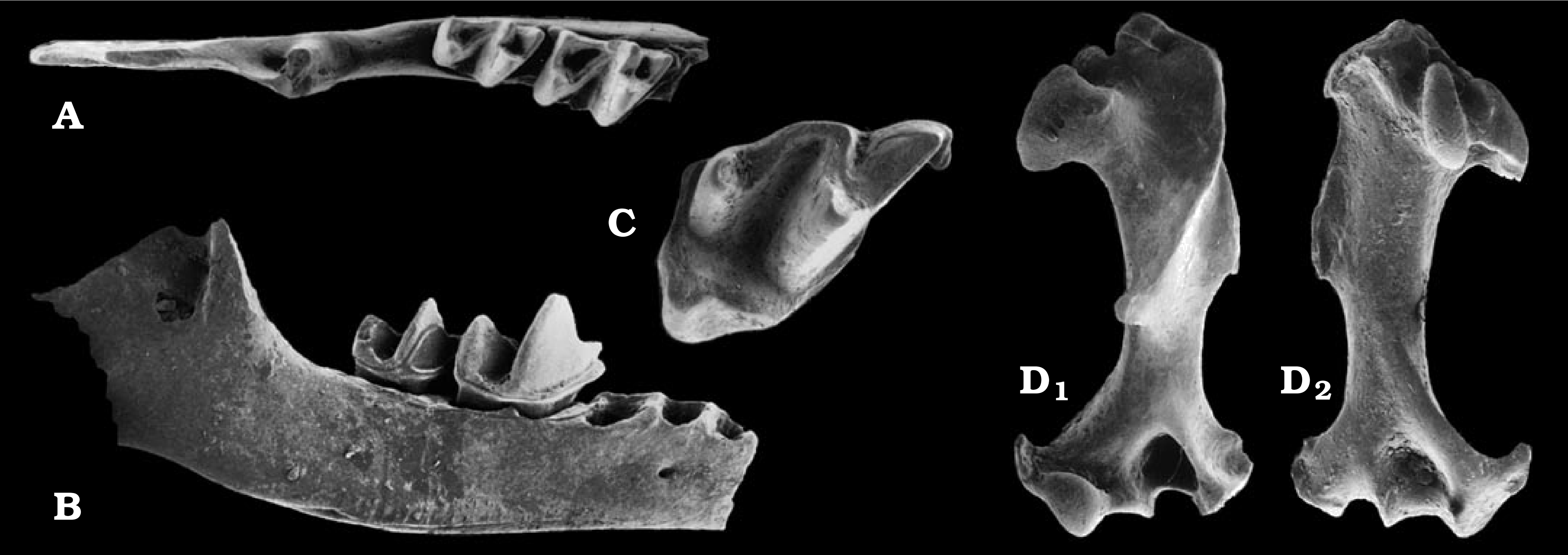
Gebissreste und Oberarmknochen von Myxomygale aus der Spaltenfüllung von Petersbuch 10

Fossilvertreter der Tribus der Urotrichini lassen sich bis in das Paläogen zurückverfolgen. Der überwiegende Teil des Fundmaterials ist aus Eurasien bekannt. Als älteste Vertreter können Percymygale und Myxomygale angesehen werden. Erstere Form kam aus verschiedenen Karstspalten entlang der Donau, etwa von Möhren in der Nähe von Treuchtlingen, im südwestlichen Deutschland zu Tage. Sie trat vom ausgehenden Eozän vor 34 Millionen Jahren durch das gesamte Oligozän bis zum Unteren Miozän hinweg auf. Zu den spätesten Nachweisen gehören jene von Merkur aus dem nordwestlichen Tschechien. Möglicherweise lassen sich auch einige isolierte Zähen von der Isle of Wight dieser Gattung zuordnen. Das Fundmaterial umfasst Gebissreste und Gliedmaßenknochen, bei denen sich der Oberarmknochen durch einen leichten und schlanken Bau auszeichnet. Ursprünglich war Percymygale in Myxomygale integriert, wurde aber im Jahr 2018 unter anderem aufgrund eines umfangreicheren vorderen Gebisses als eigenständige Form ausgegliedert. Myxomygale selbst war bereits im Jahr 1890 durch Henry Filhol anhand eines Unterkiefers aus den Phosphatgruben von Quercy im Südwesten Frankreichs wissenschaftlich eingeführt worden. Dieser Erstfund stellt gleichzeitig mit einer Einstufung in das Obere Oligozän einen der ältesten Belegen der Gattung dar. Lediglich ein weiterer Unterkiefer aus den Cyrenamergeln bei Offenbach am Main weist ein noch geringfügig höheres Alter auf. Teilweise wird aber auch die Gattung Oreotalpa, die mit einer Stellung im Oberen Eozän den bisher frühesten Nachweis der Maulwürfe in Nordamerika repräsentiert, zu Myxomygale verwiesen, was bisher aber noch nicht verifiziert werden konnte. Nachfolgend ist Myxomygale überwiegend für das Miozän verzeichnet Ihr können heute zahlreiche Reste aus mehreren Lokalitäten in Mittel- und Westeuropa zugeschrieben werden. Zu den bekanntesten gehören wiederum mehrere Karstpalten der Fränkischen Alb im südlichen Deutschland, darunter Petersbuch. Allein die Spalte Petersbuch 28, die sich vor rund 18 Millionen Jahren füllte, erbrachte rund 115 Ober- und Unterkieferfragmente zuzüglich von 50 isolierten Zähnen, des Weiteren auch mehr als 230 Oberarmknochen und rund ein Dutzend weitere Gliedmaßenreste. Bei der wenige Millionen Jahre jüngeren Spalte Petersbuch 10 sind es immerhin noch rund ein halbes Dutzend Gebiss- und Beinfragmente. Vergleichbar zu Percymygale repräsentiert Myxomygale einen kleinen Maulwurf mit schlanken Gliedmaßen.

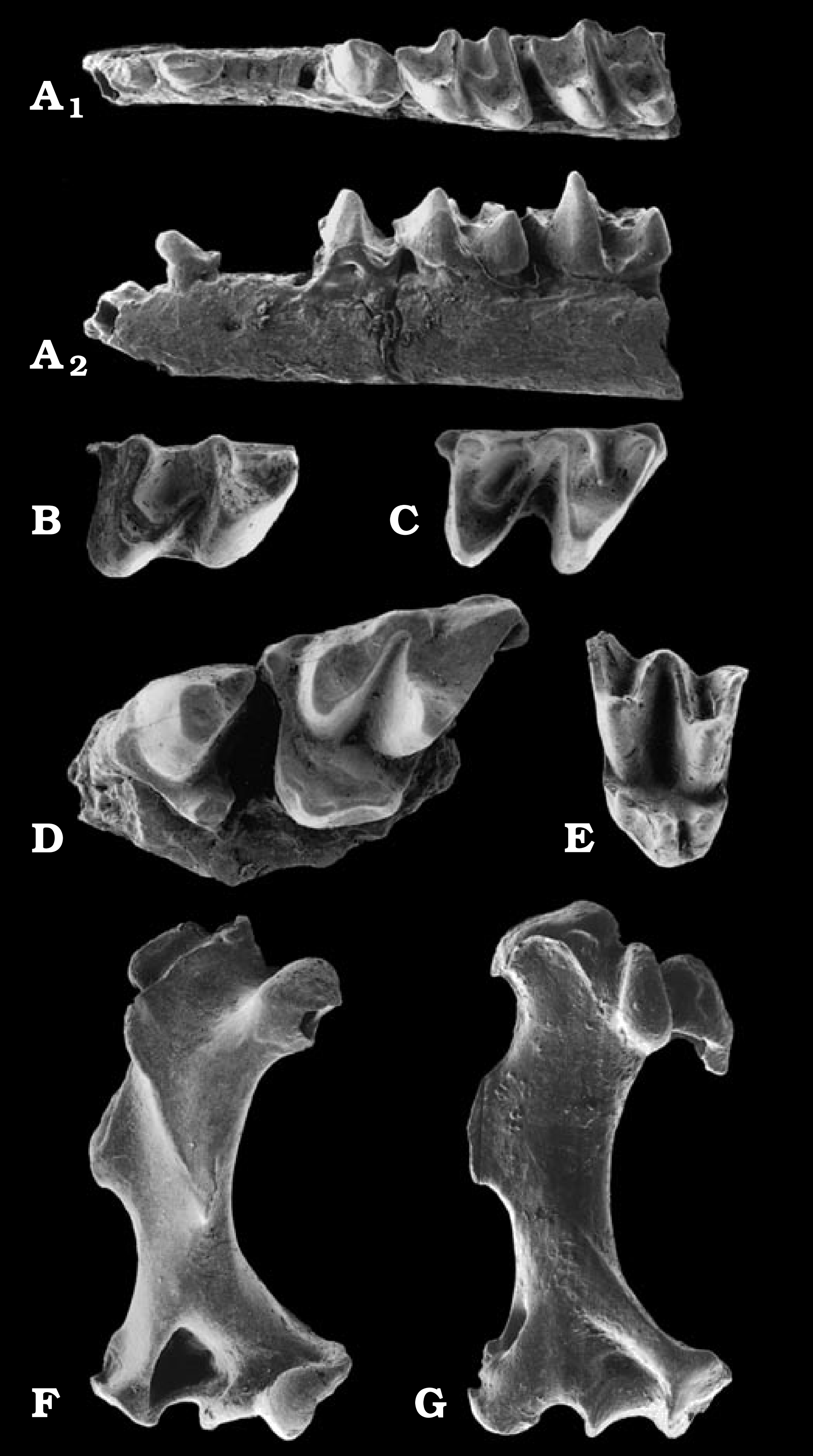
Gebissreste und Oberarmknochen von Tenuibrachiatum aus der Spaltenfüllung von Petersbuch 31

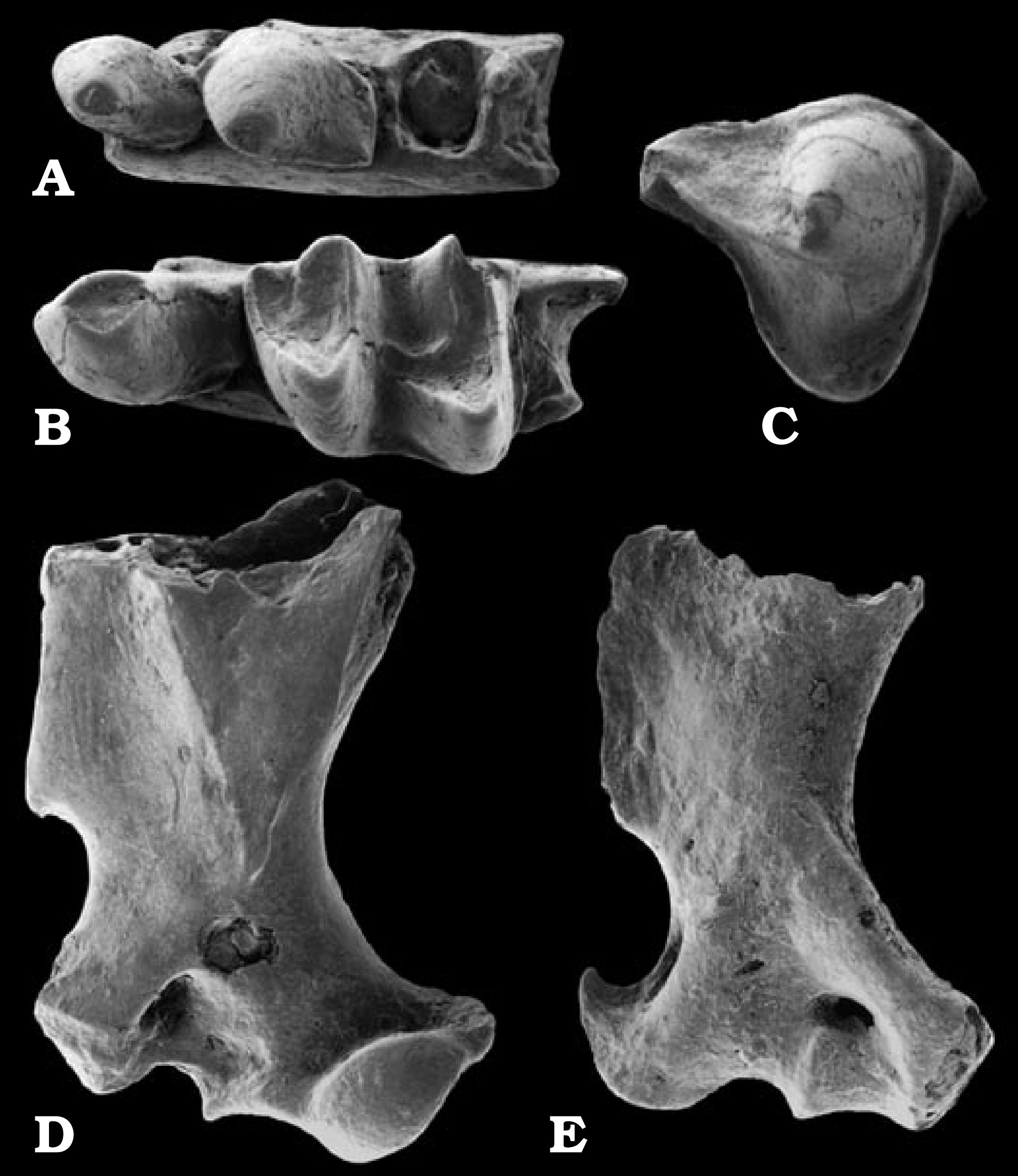
Gebissreste und Oberarmknochen von Desmanodon aus der Spaltenfüllung von Petersbuch 10

Aus den Karstspalten der Fränkischen Alb kamen zusätzlich noch Fossilreste anderer Angehöriger der Urotrichini zum Vorschein. Tenuibrachiatum, benannt im Jahr 2003 durch Reinhard Ziegler, wurde bisher weitgehend nur aus der Spalte Petersbuch 31 dokumentiert, ihr Alter entspricht der von Petersbuch 10. Es liegen über ein Dutzend Gebiss- und Zahnreste vor, ein besonderes Charakteristikum stellt die reduzierte Anzahl an vorderen Zähnen im Unterkiefer dar. Gemäß des wissenschaftlichen Namens waren auch bei Tenuibrachiatum die Vordergliedmaßen grazil ausgeprägt, belegt an fast einem Dutzend Oberarmknochen. Ähnlich verhält es sich mit Paratalpa. Die Form ist unter anderem mit einigen Zähnen aus der oberoligozänen Fossillagerstätte Rott bei Bonn und mit zahlreichen Gebissfragmenten aus untermiozänen Schichten bei Ulm und dem nahe gelegenen Eggingen registriert. Die Gattung war recht weit verbreitet und wurde unter anderem aus Cournon im westlichen Frankreich berichtet, der Typuslokalität. Sie verschwand aber im Unteren Miozän wieder. Ersetzt wurde Paratalpa dann durch Desmanodon. Beide Vertreter sind anhand des Gebisses kaum zu unterscheiden, weswegen sie teils als synonym angesehen wurden. Bezüglich des Oberarmknochens ergeben sich aber deutliche Unterschiede, da dieser bei Desmanodon durch eine langgestreckte Knochenleiste am Schaft (Tuberculum teres) deutlich spezialisierter war als bei Paratalpa und dadurch eine gewisse Grabbefähigung vermuten lässt. Anzunehmen ist, dass die Form eher trockene Landschaften besiedelte. Aus den süddeutschen Karstspaltenfundstellen wie Petersbuch liegen daher nur einige wenige Funde vor. Dagegen ist Desmanodon aus Fundstellen wie Forsthard, Rembach oder Rauscheröd in Niederbayern ebenso wie aus Kleineisenbach sowie Giggenhausen nördlich von München häufiger belegt, letztere beiden Lokalitäten lieferten nahezu 50 Gebiss- und Zahnfunde sowie Gliedmaßenknochen. Auch sind Einzelzähne aus dem Tagebau von Oberdorf bei Graz dokumentiert. Von diesen mitteleuropäischen Fundstellen reicht das Nachweisgebiet von Desmanodon über den südalpinen und südosteuropäischen Raum bis nach Anatolien, von wo aus den Lokalitäten Yeni Eskihisar und Sariçay das Belegmaterial der Gattung in Form von Zähnen und einem Oberarmknochen stammt. Des Weiteren ist Desmanodon auch auf der Iberischen Halbinsel registriert. Schwerpunkt des zeitlichen Auftretens bildet das Untere Miozän, im Mittleren Miozän verschwand die Gattung wieder aus weiten Teilen Europas, jedoch zeigen mehrere Zahnfund aus Borský Svätý Jur in der Slowakei ein Überleben bis in das Obere Miozän an.

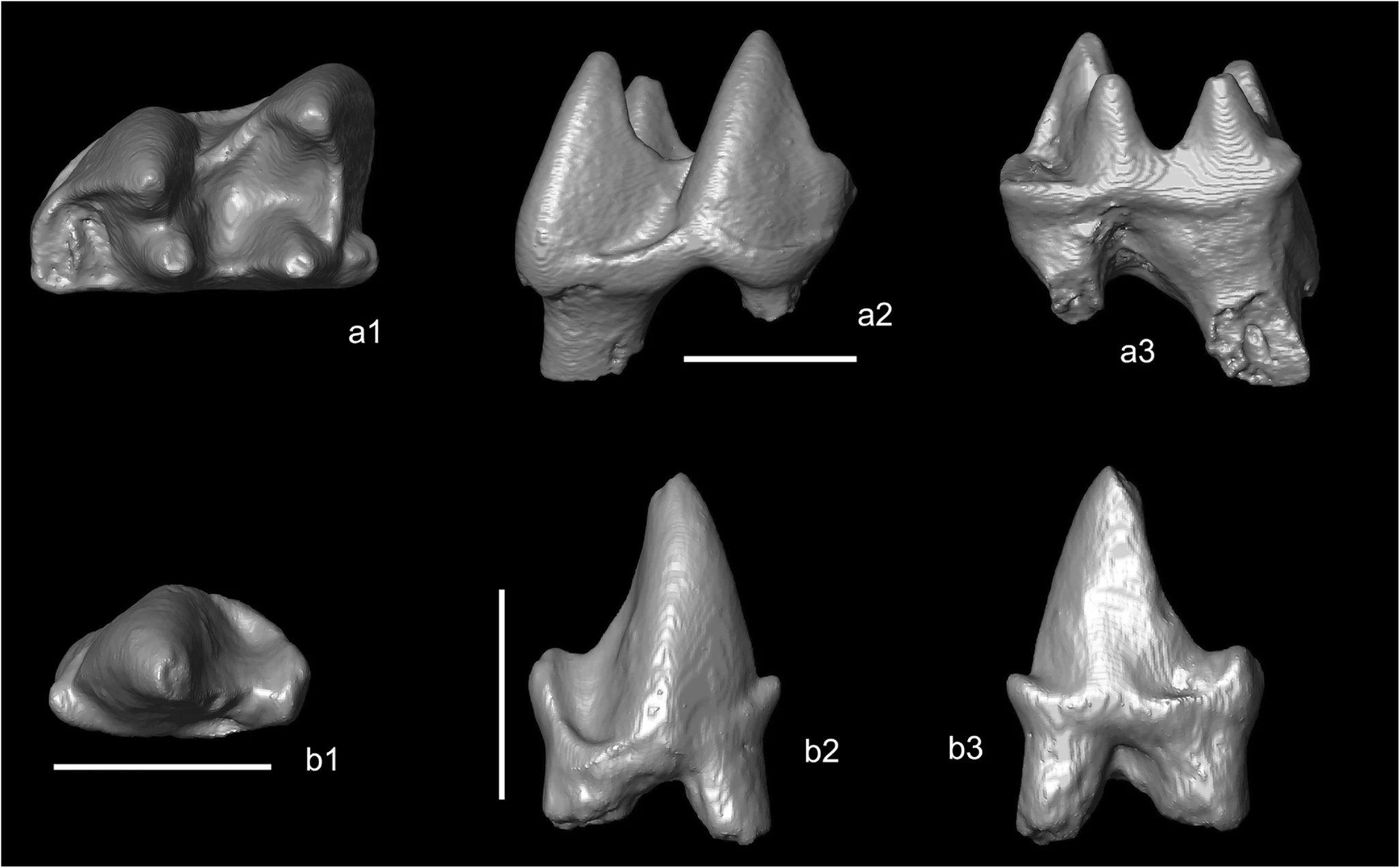
Zähne von Desmanodon aus Tagay

Abseits der zahlreichen europäischen und westasiatischen Funde liegen Fossilreste zusätzlich aus dem zentralen Asien vor. Myxomygale konnte nördlich des Aralsees in Kasachstan aus der untermiozänen Aral-Formation dokumentiert werden, der Nachweis beruht aber nur auf wenigen isolierten Zähnen. Die gleiche Gesteinseinheit barg einzelne Unterkieferreste von Pseudoparatalpa, bei denen als auffälliges Kennzeichen der Eckzahn fehlt. Einige isolierte Zähne sind des Weiteren aus der Fundstelle Tagay am Westufer der Insel Olchon im Baikalsee überliefert. Sie werden zu Desmanodon gestellt und bilden den ersten Beleg der Form außerhalb des westeurasischen Fundgebietes. Das Material datiert in den Übergang vom Unteren zum Mittleren Miozän.
Neben einigen kontroversen Funden der Gattung Urotrichus aus dem Oberen Miozän Europas sind die heutigen Vertreter der Japanischen Spitzmulle erstmals im Verlauf des Mittelpleistozäns fossil fassbar. Funde liegen vor allem aus verschiedenen Höhlen auf der japanischen Hauptinsel Honshū vor. Zu nennen wäre als einer der ältesten Nachweise die Ikumo-Höhle in der Präfektur Yamaguchi im äußersten Südwesten der Insel. Ähnlich den heutigen Gegebenheiten treten der Japanische Spitzmull und der True-Spitzmull zum Teil gemeinsam auf. Angenommen wird, dass die Vorfahren der heutigen Arten im Verlauf des Pliozäns von Ostasien kommend über Landbrücken die japanische Inselwelt erreichten. Eventuell war die Gattung Dymecodon ursprünglich über weite Bereiche des heutigen Japans verbreitet, wurde aber mit den Ankunft beziehungsweise Herausdifferenzierung von Urotrichus in höhere Gebirgslagen abgedrängt.

## Bedrohung und Schutz
Beide Arten der Japanischen Spitzmulle sind laut IUCN in ihrem Bestand „nicht gefährdet“ (least concern). Als Begründung gibt die Naturschutzorganisation die jeweils weite Verbreitung und Häufigkeit an. Größere Bedrohung sind nicht bekannt. Sowohl der Japanische Spitzmull als auch der True-Spitzmull kommen in mehreren Schutzgebieten vor.